# Mutisia coccinea
Mutisia coccinea là một loài thực vật có hoa trong họ Cúc. Loài này được A.St.-Hil. mô tả khoa học đầu tiên năm 1833.